# Peter Stetina
Peter Stetina (Boulder, 8 agosto 1987) è un ex ciclista su strada statunitense, professionista dal 2006 al 2019.

## Carriera
Da junior, Stetina fu campione statunitense nel 2005. Dopo due stagioni da professionista nel biennio 2006-2007 con la TIAA-CREF, Stetina ridiscese nel biennio successivo tra gli élite 2. Grazie ai buoni risultati, come la vittoria dei campionati statunitensi a cronometro under-23 nel 2008 e nel 2009, nel 2010 fu ingaggiato dalla Garmin-Transitions. Con la squadra di Jonathan Vaughters vinse la corsa in salita di Mount Evans nel 2010, mentre nella stagione successiva fu ventiduesimo al Giro d'Italia (terzo tra i giovani) e quattordicesimo al Giro di Lombardia. Con la nazionale statunitense prese parte a tre edizioni dei mondiali under-23.
Anche il padre Dale e lo zio Wayne Stetina sono stati ciclisti professionisti.

## Palmarès
- 2005

Campionati statunitensi, Prova in linea juniors
- 2008

Campionati statunitensi, Cronometro under-23
- 2009

1ª tappa Ronde de l'Isard d'Ariège (Saint-Girons > Les Monts d'Olmes)
Campionati statunitensi, Cronometro under-23
- 2010 (Garmin-Transitions, una vittoria)

Bob Cook Memorial-Mount Evans

### Altri successi
- 2012 (Garmin-Sharp)

4ª tappa Giro d'Italia (cronosquadre)
2ª tappa Tour of Utah (cronosquadre, Miller Motorsports Park)

## Piazzamenti

### Grandi Giri
- Giro d'Italia

2011: 22º
2012: 27º
2013: 52º
2017: 46º
- Tour de France

2014: 35º
2016: 46º
- Vuelta a España

2017: 31º
2019: 28º

### Classiche monumento
- Liegi-Bastogne-Liegi

2010: 100º
2011: 75º
2012: 54º
2013: 42º
2016: 85º
2019: 89º
- Giro di Lombardia

2010: ritirato
2011: 14º
2012: ritirato
2017: 31º
2018: ritirato
2019: ritirato

### Competizioni mondiali
- Campionati del mondo

Stoccarda 2007 - In linea Under-23: 93º
Varese 2008 - Cronometro Under-23: 6º
Varese 2008 - In linea Under-23: 52º
Mendrisio 2009 - Cronometro Under-23: 20º
Mendrisio 2009 - In linea Under-23: 19º
Toscana 2013 - In linea Elite: 37º
Innsbruck 2018 - In linea Elite: ritirato